# ラスト・シフト
『ラスト・シフト』（原題:The Last Shift）は2020年に公開されたアメリカ合衆国のドラマ映画である。監督はアンドリュー・コーン、主演はリチャード・ジェンキンスが務めた。
本作は日本国内で劇場公開されなかったが、デジタル配信が行われている。

## 概略
スタンリーは高校中退以来38年間働いてきた飲食店を退職することにした。そんな彼に任された最後の仕事は新人教育であったが、その新人（ジェボン）が曲者であった。ジェボンは才能あるライター志望の青年で、飲食の仕事を「誰にでもできる仕事」だと公言して憚らなかったのである。飲食の仕事に誇りを持っていたスタンリーにしてみれば、ジェボンの仕事観は到底許容しがたいものだった。
本作は「水と油」ともいうべき2人が深夜の厨房でのやり取りを通して徐々に打ち解けていく姿を描き出す。

## キャスト
- スタンリー：リチャード・ジェンキンス
- ジェボン：シェーン・ポール・マッギー
- シャズ：ダヴァイン・ジョイ・ランドルフ
- シドニー：バーガンディ・ベイカー
- ミセス・ケリー：アリソン・トルマン
- デイル：エド・オニール
- リッチ：アレックス・シュタイン

## 製作・音楽
2019年7月18日、本作の主要キャストが発表された。12月30日、マーク・オートンが本作で使用される楽曲を手掛けるとの報道があった。2021年4月2日、BAGプロダクション・レコーズが本作のサウンドトラックを発売した。

## 公開・興行収入
2020年1月27日、本作はサンダンス映画祭でプレミア上映された。9月17日、本作のオフィシャル・トレイラーが公開された。25日、本作は全米871館で封切られ、公開初週末に24万6491ドルを稼ぎ出し、週末興行収入ランキング初登場7位となった。

## 評価
本作は批評家から好意的に評価されている。映画批評集積サイトのRotten Tomatoesには36件のレビューがあり、批評家支持率は64%、平均点は10点満点で6.4点となっている。サイト側による批評家の見解の要約は「『ラスト・シフト』は設定が持つポテンシャルを十分に展開しきれなかったが、リチャード・ジェンキンスの見事な演技のお陰で、一見の価値がある作品に仕上がっている。」となっている。また、Metacriticには14件のレビューがあり、加重平均値は58/100となっている。